# Singapore ATP Challenger 2012
Il Singapore ATP Challenger 2012 è stato un torneo professionistico di tennis maschile giocato sul cemento. È stata la 2ª edizione del torneo che fa parte dell'ATP Challenger Tour nell'ambito dell'ATP Challenger Tour 2012. Si è giocato a Singapore dal 27 febbraio al 4 marzo 2012.

## Partecipanti

### Teste di serie
| Nazionalità   | Giocatore         | Ranking* | Testa di serie |
| ------------- | ----------------- | -------- | -------------- |
| Taipei cinese | Lu Yen-hsun       | 64       | 1              |
| Giappone      | Gō Soeda          | 82       | 2              |
| Giappone      | Yūichi Sugita     | 173      | 3              |
| Thailandia    | Danai Udomchoke   | 175      | 4              |
| Taipei cinese | Yang Tsung-hua    | 185      | 5              |
| Australia     | Benjamin Mitchell | 209      | 6              |
| Finlandia     | Harri Heliövaara  | 210      | 7              |
| Israele       | Amir Weintraub    | 211      | 8              |

- Ranking al 20 febbraio 2012.

### Altri partecipanti
Giocatori che hanno ricevuto una wild card:
- Huang Liang-chi
- Christopher Rungkat
- Peerakiat Siriluethaiwattana
- Vishnu Vardhan

Giocatori passati dalle qualificazioni:
- Hiroyasu Ehara
- Henri Laaksonen
- Divij Sharan
- Jose Statham

## Campioni

### Singolare
Lu Yen-hsun ha battuto in finale  Gō Soeda con il punteggio di 6–3, 6–4

### Doppio
Kamil Čapkovič /  Amir Weintraub hanno battuto in finale  Hsieh Cheng-peng /  Lee Hsin-han con il punteggio di 6–4, 6–4